# Gare de Cassis
La gare de Cassis est une gare ferroviaire française de la ligne de Marseille-Saint-Charles à Vintimille (frontière), située sur le territoire de la commune de Cassis, dans le département des Bouches-du-Rhône en région Provence-Alpes-Côte d'Azur.
Elle est mise en service en 1859 par la Compagnie des chemins de fer de Paris à Lyon et à la Méditerranée (PLM). C'est une gare de la Société nationale des chemins de fer français (SNCF), desservie par des trains TER Provence-Alpes-Côte d'Azur.

## Situation ferroviaire

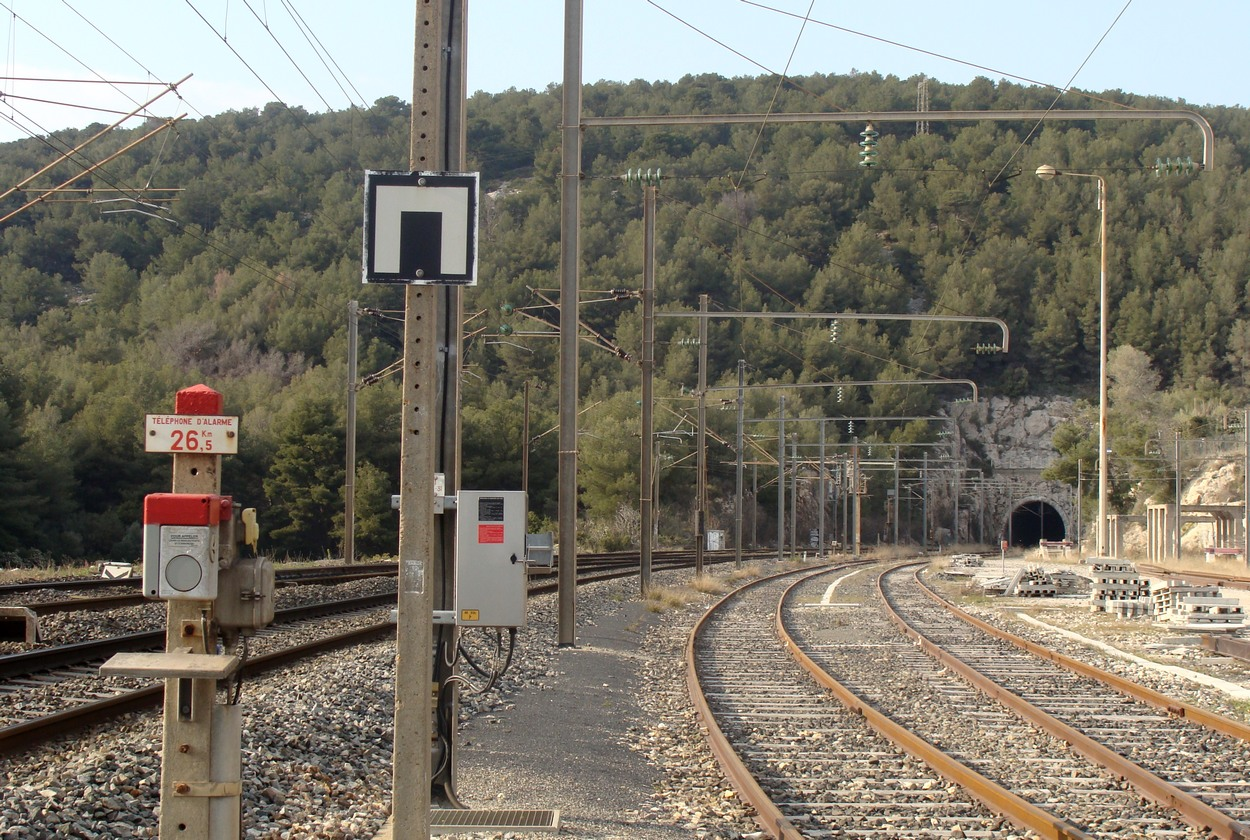
La sortie de la gare vers Marseille avec les voies de desserte de Lafarge sur la droite et le tunnel du Mussuguet en arrière-plan.

Établie à 128 mètres d'altitude, la gare de Cassis est située au point kilométrique (PK) 26,848 de la ligne de Marseille-Saint-Charles à Vintimille (frontière), entre les gares d'Aubagne et de La Ciotat - Ceyreste.
La gare a été établie sur une section de ligne au profil tourmenté, entre le tunnel du Mussuguet, qui permet à la ligne de franchir le chaînon montagneux qui sépare le bassin de Cassis de celui de l'Huveaune, et celui des Janots, qui le sépare de la baie de La Ciotat. De ce fait, elle est à une altitude relativement importante (128 mètres, alors que la ville de Cassis est en bord de mer), et à environ 3 kilomètres du centre-ville, sur la route de Roquefort-la-Bédoule.

## Histoire
La gare de Cassis est inscrite dans le projet définitif de la ligne de Marseille à Toulon concédée à la Compagnie des chemins de fer de Paris à Lyon et à la Méditerranée (PLM). Dans son rapport du 25 juillet 1857, l'ingénieur en chef du contrôle des travaux Guillaume indique qu'après Aubagne, deux stations seront établies sur le tronçon de la ligne situé dans le département, un souterrain de 2 600 m précédera la station de Cassis. La gare est mise en service le 28 mai 1859, lors de l'ouverture de la section d'Aubagne à Toulon.
Elle figure dans la nomenclature 1911 des gares, stations et haltes, de la Compagnie des chemins de fer de Paris à Lyon et à la Méditerranée, c'est une gare nommée Cassis. Elle porte le no 21 de la section de Paris à Marseille et à Vintimille. C'est une gare où il est possible d'expédier et recevoir du courrier privé, elle dispose des services complets de la grande vitesse (GV), « à l'exclusion des chevaux chargés dans des wagons-écuries s'ouvrant en bout et des voitures à 4 roues, à deux fonds et à deux banquettes dans l'intérieur, omnibus, diligence, etc. » et de la petite vitesse (PV) avec les mêmes exceptions.
Comme toutes les gares situées entre Marseille et Toulon, elle n'est plus desservie, depuis la mise en service du cadencement des horaires en décembre 2008, que par les TER Provence-Alpes-Côte d'Azur de la ligne de Marseille à Toulon.

## Fréquentation
De 2015 à 2023, selon les estimations de la SNCF, la fréquentation annuelle de la gare s'élève aux nombres indiqués dans le tableau ci-dessous.
| Année                               | 2015    | 2016    | 2017    | 2018    | 2019    | 2020    | 2021    | 2022    | 2023    |
| ----------------------------------- | ------- | ------- | ------- | ------- | ------- | ------- | ------- | ------- | ------- |
| Nombre de voyageurs                 | 226 893 | 238 249 | 271 895 | 256 460 | 294 183 | 204 879 | 269 368 | 332 671 | 346 076 |
| Nombre de voyageurs + non voyageurs | 283 616 | 297 811 | 339 869 | 320 576 | 367 728 | 256 099 | 336 710 | 415 838 | 432 595 |

## Service des voyageurs

### Accueil

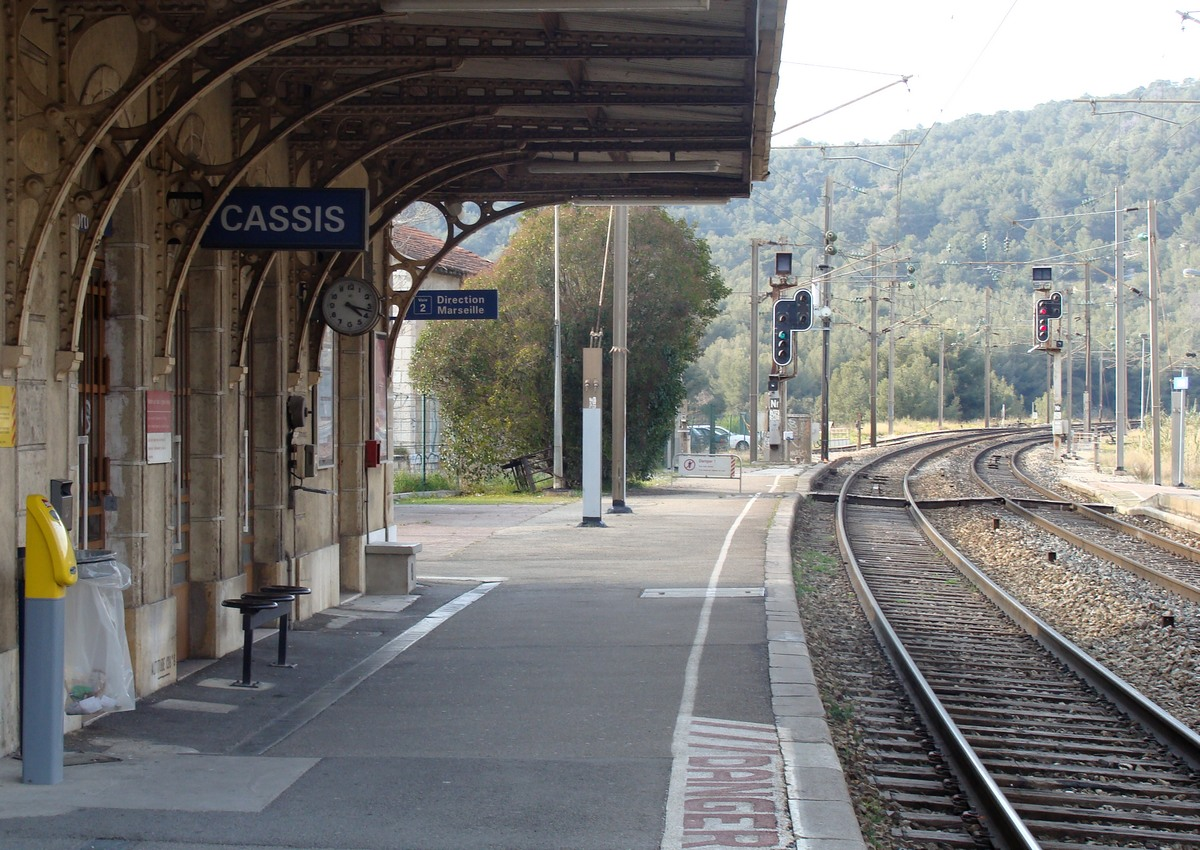
Vue depuis le quai numéro 2, en direction de Marseille, avec le bâtiment voyageurs et sa marquise.

Gare SNCF, elle dispose d'un bâtiment voyageurs, avec guichet, ouvert du lundi au samedi. Elle est équipée d'automates pour l'achat de titres de transport et d'afficheurs légers numériques sur chaque quai pour les prochains départs et informations conjoncturelles (travaux, perturbations, etc.).
Un passage souterrain permet le passage d'un quai à l'autre.

### Desserte
Cassis est desservie par les trains TER Provence-Alpes-Côte d'Azur qui effectuent des missions entre les gares de Marseille et Toulon, fréquemment prolongés jusqu'en gare d'Hyères. Elle est ainsi desservie par deux trains par heure et par sens, sauf en début de nuit ainsi qu'à certaines heures le week-end et les jours fériés où il peut ne circuler qu'un seul train par heure.

### Intermodalité
La gare de Cassis est en correspondance avec les lignes régulières 371, 373, 374, ainsi que du service de transport à la demande 376 du réseau Lebus La Ciotat.
La gare est également dotée d'un parc relais pour le stationnement automobile.

## Galerie de photographies

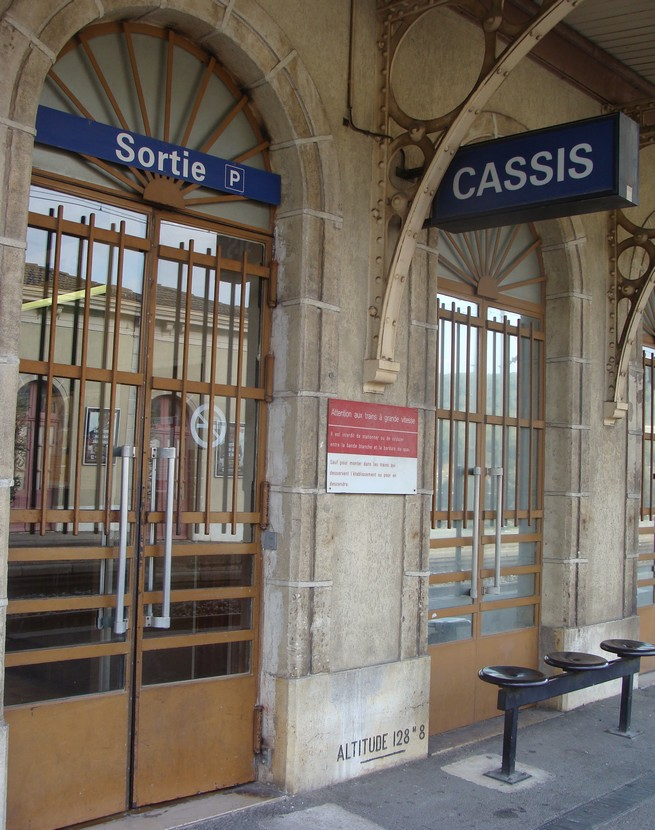
La sortie.
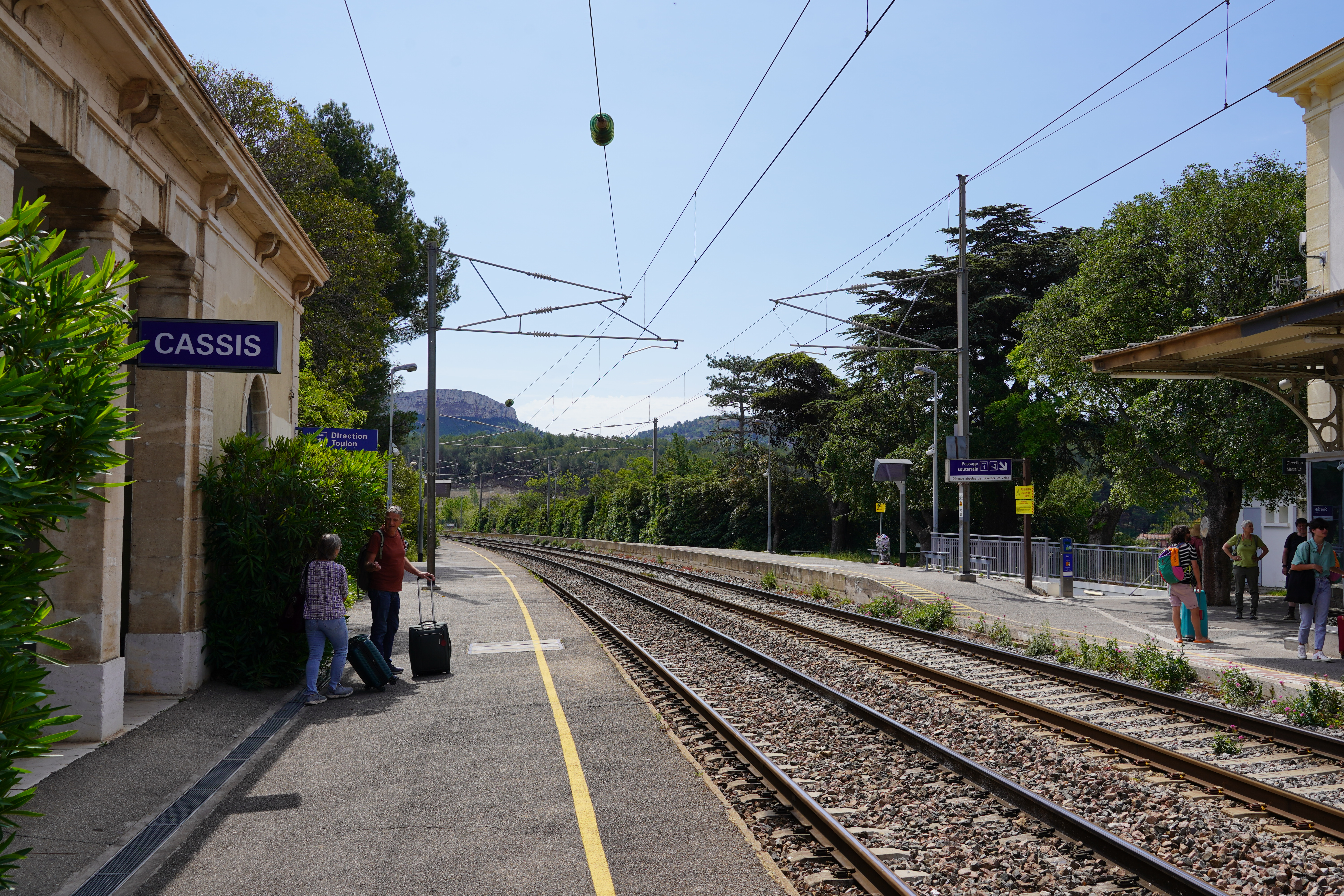
Les voies et quais vus en direction de Nice.
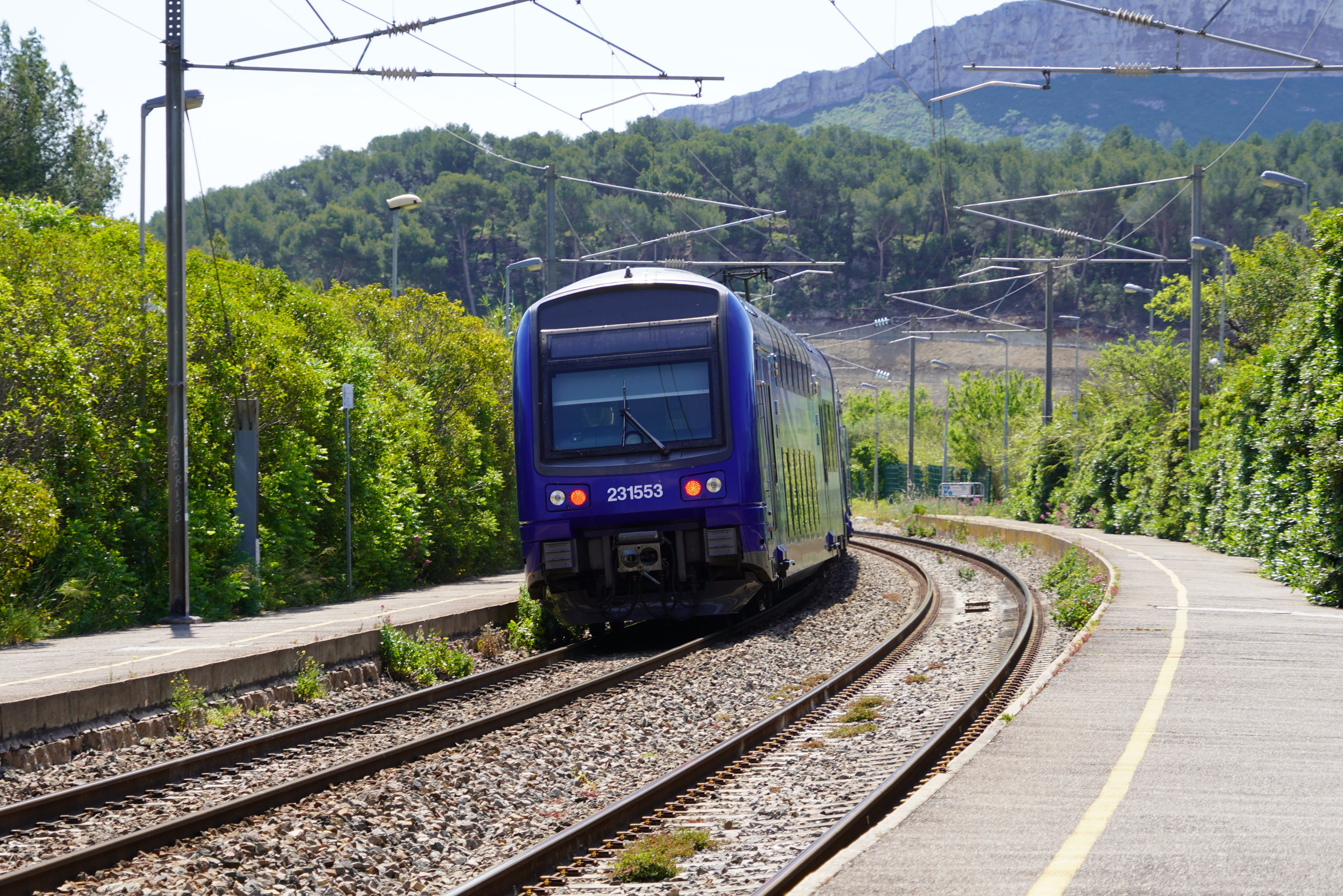
Un TER Marseille - Toulon (rame TER Z 23500).
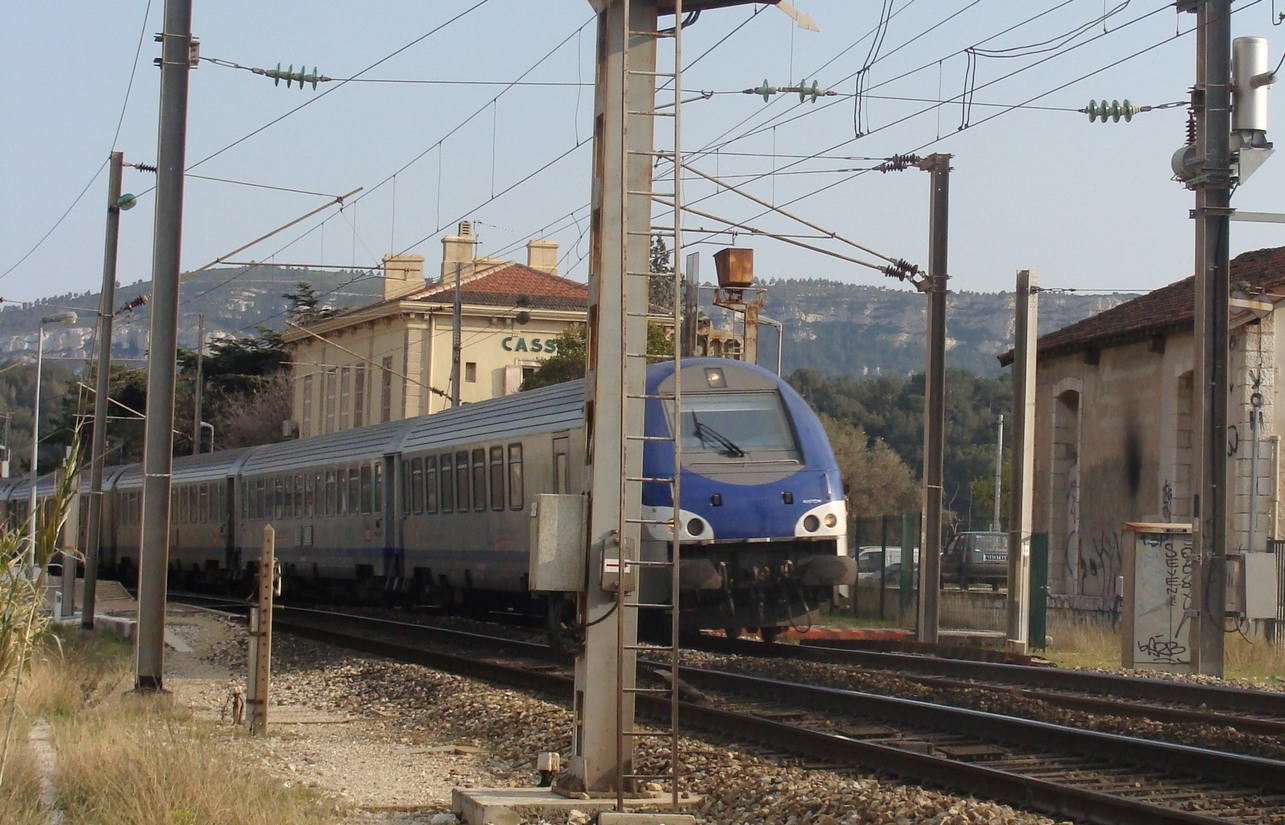
Un TER Nice - Marseille passe sans arrêt.